# Abuko
Abuko – miasto w Gambii, w dywizji Western Division.